# Unterstadt (Dohna)
Die Unterstadt ist der im Tal der Müglitz gelegene Teil der inneren Stadt von Dohna im Landkreis Sächsische Schweiz-Osterzgebirge.

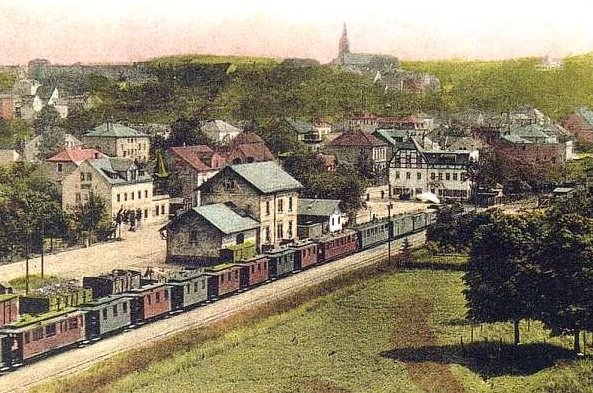
Unterstadt von Dohna mit dem ehemaligen Bahnhof der Müglitztalbahn um 1900, im Hintergrund die Marienkirche in der Altstadt (Oberstadt)

Die Unterstadt liegt beiderseits der Müglitz, westlich und reichlich 20 Höhenmeter unterhalb der auch als Oberstadt bezeichneten Altstadt. Benachbarte Orte sind Heidenau im Norden sowie Gamig, Gorknitz und Sürßen im Westen. Nächstgelegene Orte in südlicher Richtung sind die Müglitztaler Ortsteile Weesenstein und Ploschwitz.
Wichtigste Straße in der Unterstadt ist die Müglitztalstraße, die nach Norden in Richtung Dresden und südlich nach Glashütte führt. Von ihr zweigen unter anderem die Gamiger Straße nach Borthen sowie die Dresdner Straße in die Altstadt ab. Oberhalb der Unterstadt befinden sich auf Bergspornen die ehemalige Burg Dohna und der Burgwall Robisch. In der Unterstadt liegt der Bahnhof Dohna der Bahnstrecke Heidenau–Kurort Altenberg.
Schon frühzeitig war die Unterstadt Standort mehrerer Mühlen und auch Wohnhäuser. Allerdings war sie auch immer wieder von verheerenden Flutkatastrophen betroffen, darunter vom Hochwasser im Osterzgebirge 1927 und vom Hochwasser 2002. Begünstigt durch den Bau der Müglitztalstraße 1851 und die Inbetriebnahme der Bahnstrecke 1890 siedelte sich Industrie in der Unterstadt an.